# 4845 Tsubetsu
4845 Tsubetsu eller 1991 EC1 är en asteroid i huvudbältet som upptäcktes den 5 mars 1991 av de båda japanska astronomerna Kazuro Watanabe och Kin Endate vid Kitami-observatoriet. Den är uppkallad efter Tsubetsu.
Asteroiden har en diameter på ungefär 7 kilometer.